# ICP0

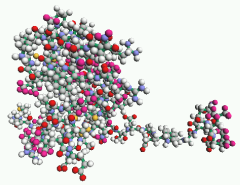
ICP0のRINGフィンガードメインの構造

ICP0（infected cell protein 0）は、ヘルペスウイルスのDNAにコードされているタンパク質の1つである。ICP0はヘルペスウイルスの感染時に宿主細胞へ侵入したばかりの段階で産生されるタンパク質であり、この段階はウイルスの遺伝子発現の最初期（immediate-early）段階またはα段階と呼ばれている。こうした感染初期段階にICP0は合成され、宿主細胞の核へ輸送される。核内ではICP0はウイルス遺伝子の転写を促進し、PMLボディと呼ばれる核内構造体の崩壊をもたらし、そして神経細胞特異的タンパク質とともに宿主やウイルスの遺伝子発現を変化させる。感染のより後期の段階ではICP0は細胞質へ再移行し、新たなビリオンへ組み込まれる。

## 歴史と背景
ICP0は、単純ヘルペスウイルス1型（HSV-1）の感染時の最初期のポリペプチド産物として1976年に同定された。ICP0がコードされているHSV-1の遺伝子はHSV-1 α0、Immediate Early (IE) gene 1、HSV-1 ICP0などと呼ばれた。この遺伝子は1986年に特性解析と配列決定がなされた。この配列から、コードされているタンパク質は775アミノ酸長、78.5 kDaであることが予測された。遺伝子の単離時にはICP0はIE110と呼ばれていたが、これは遺伝子配列の決定以前に行われたゲル電気泳動実験により110 kDaのタンパク質であると予測されていたためである。実際のタンパク質のサイズがアミノ酸配列からの予測よりも約30 kDa大きいのは、リン酸化やSUMO化などの翻訳後修飾のためであると考えられた。

## 機能

### 微小管ネットワークの解体
ICP0は細胞質へ移行した際にはα-チューブリンと共局在し、宿主細胞の微小管ネットワークを解体する。

### 転写
HSV-1感染細胞では、ICP0は多くのウイルス遺伝子や細胞遺伝子の転写を活性化する。ICP0はHSV-1の他の最初期タンパク質ICP4と相乗的に機能し、潜伏感染しているヘルペスウイルスの再活性化やウイルスの複製に必要不可欠である。

### 抗ウイルス経路の弱体化
ICP0は細胞のさまざまな抗ウイルス応答を克服する役割を果たしている。感染初期の核への移行後、ICP0は核内構造体結合タンパク質であるPMLやSp100を含む多くの抗ウイルス因子の分解を促進し、PMLボディの崩壊や細胞の抗ウイルス能力の低下を引き起こす。またICP0は、インターフェロンと呼ばれる抗ウイルス性サイトカインの産生を誘導する重要な転写因子である、IRF3やIRF7の活性を阻害する。インターフェロンによって誘導されるウイルス複製の障壁も、ICP0の作用によって克服される。RNase Lはウイルス感染細胞においてウイルスや細胞由来の一本鎖RNAを分解し、宿主細胞のアポトーシスを誘導する酵素であるが、ICP0の機能によってRNase L経路は妨げられる。

### 宿主細胞SUMO1タンパク質との相互作用とPMLボディの崩壊
SUMO1は、PMLタンパク質を含む多くのタンパク質の修飾に関与しているタンパク質である。HSV-1のICP0や他のヘルペスウイルスホモログは内因性タンパク質と同じ様式でSUMO1と結合し、SUMO1の枯渇、そして核内構造体の崩壊を引き起こす。

### REST、CoRESTとの相互作用
NRSFもしくはRESTと呼ばれるタンパク質は神経細胞と非神経起源の細胞との遺伝子発現の差異を調節しており、このタンパク質は神経以外の細胞には存在するものの、完全に分化した神経細胞には存在しない。RESTはCoREST（RCOR1）とともに非神経細胞において神経遺伝子の発現抑制を行っており、さらにHDAC1とともにHDAC/CoREST/REST複合体を形成する。この複合体はウイルスDNAに結合しているヒストンを脱アセチル化し、ウイルス遺伝子の転写を行うために必要なクロマチンリモデリングに干渉してICP4の産生をサイレンシングする。非神経細胞ではICP0はCoRESTと相互作用してHDAC/CoREST/NRSF複合体からHDAC1を解離させ、HSV-1ゲノムのサイレンシングを防いでいる。
一般的に全長RESTタンパク質は神経細胞には存在しないものの、特殊な神経細胞では切り詰められた形のRESTが産生され、特定の神経伝達物質チャネルの発現を制御している。こうしたREST様神経因子によって神経細胞中でヘルペスウイルス遺伝子のサイレンシングが行われている可能性がある。ICP4遺伝子とICP22遺伝子の間にはREST結合領域が存在しており、この領域へのHDAC/CoREST/REST複合体の結合は最初期遺伝子ICP4の転写の遮断とICP22の転写の低下を引き起こし、ヘルペスウイルスの潜伏感染の確立に寄与している可能性がある。

## 活性の抑制
潜伏感染時には、ウイルスのRNA転写産物がアンチセンスRNAとして機能することでICP0遺伝子の発現は阻害されていると考えられている。このRNA転写産物は潜伏関連転写産物（latency associated transcript、LAT）と呼ばれ、潜伏感染時に産生されて宿主細胞に蓄積する。HSV-1ゲノム上のLATのプロモーターとICP0のプロモーターの間にはインスレーター領域が存在することで、両者の独立した調節が行われている可能性がある。一方、近年のデータはICP4がICP0遺伝子を強力に抑制していることを示唆している。ICP4はICP0が存在しない場合にはICP0遺伝子のリプレッサーとして機能し、ICP0が蓄積した場合にはHSV-1 mRNA合成のアクチベーターへと変化すると考えられている。

## 他のヘルペスウイルスのホモログ
ヘルペスウイルス科の関連ウイルスには、HSV-1のICP0遺伝子・タンパク質のオルソログが存在する。HSV-2のICP0タンパク質は825アミノ酸長、81986 Daと予測されており、HSV-1のICP0とのアミノ酸配列の類似性は61.5%である。サル水痘ウイルス（SVV）はHSV-1やHSV-2と同じくアルファヘルペスウイルス亜科に属するバリセロウイルス属の1種である。SVVはSVV LATと呼ばれるLATオルソログを発現し、ICP0のオルソログはSVV ORF-61と呼ばれている。水痘・帯状疱疹ウイルス（VZV）はICP0のホモログが同定されている他のバリセロウイルスの1つであり、VSV ORF-61はICP0の部分的ホモログであり機能的に相同である。
| ヘルペスウイルスICP0のホモログと名称 |                                  |             | |
| ウイルス                             | ウイルス                         | 名称        | 構造的相同性と機能的類似性 |
| HHV-1                                | 単純ヘルペスウイルス1型（HSV-1） | ICP0, IE110 | (n/a) |
| HHV-2                                | 単純ヘルペスウイルス2型（HSV-2） | ICP0, IE110 | HSV-1のICP0と61.5%のアミノ酸配列類似性 |
| HHV-3                                | 水痘・帯状疱疹ウイルス（VZV）    | ORF-61      | N末端領域に存在する、システインに富むRINGフィンガードメインがHSV-1 ICP0と相同性を示す。VZV ORF-61を発現する2つの細胞株では、ICP0を欠損した合成HSVの感染を特異的に補助すること示されている。 |
| SVV                                  | サル水痘ウイルス                 | ORF-61      | ORF-61をコードするmRNAにはSVV LATのアンチセンスとなる配列が含まれており、HSV-1 LATによるICP0のサイレンシングと同様に、SVV LATによるORF-61のサイレンシングが行われていると考えられている。   |
| PRV                                  | オーエスキー病ウイルス           | EP0         | ICP0やVZV ORF-61は、ICP0のオルソログであるEP0を欠損したPRVの増殖や感染性を補助する。 |
| HHV-4                                | EBウイルス                       | BZLF1       | ICP0やVZV ORF-61と同様に、BZLF1はSUMO1による修飾を受け、PMLボディの崩壊をもたらす。 |
| HHV-5                                | サイトメガロウイルス（CMV）      | IE1, IE72   | ICP0と同様にPMLボディの崩壊をもたらす。 |